# 일본군 위안부 피해자 기림의 날
일본군 위안부 피해자 기림의 날은 1991년 8월 14일 김학순이 스스로 위안부 피해자였음을 밝힌 후, 대한민국에서 매년 8월 14일에 위안부 피해자들을 기리는 날이다.